# Agnsjödal
Agnsjödal är en bebyggelse norr om Agnsjön i Älvsåkers socken i Kungsbacka kommun. Från 2015 avgränsar SCB här en småort.